# Brooklyn Raines
Brooklyn Sigel Randolph Raines (Monrovia, 11 marzo 2005) è un calciatore statunitense, centrocampista dello Houston Dynamo.

## Carriera

### Club
Ha iniziato la sua carriera calcistica nell'Inter Chicago, che la lasciato nel 2018 per entrare a far parte del Barça Residency Academy. Nel settembre del 2021 ha firmato un contratto amatoriale con l'El Paso Locomotive ed il 17 ottobre seguente ha debuttato in USL Championship nell'incontro vinto 5-0 contro il LA Galaxy II.
Il 4 febbraio 2022 è stato acquistato dallo Houston Dynamo ed il 20 aprile seguente ha esordito nell'incontro di Lamar Hunt U.S. Open Cup vinto 2-1 contro il Rio Grande Valley diventando a 17 anni e 40 giorni il più giovane debuttante nella storia della franchigia texana. Il 4 settembre ha debuttato anche in MLS contro il Seattle Sounders.
Ha segnato il suo primo gol il 27 aprile 2023 decidendo la sfida di US Open Cup contro il T.B. Rowdies terminata proprio 1-0.

### Nazionale
Ha giocato con le nazionali giovanili statunitensi Under-16, Under-19, Under-20 ed Under-23.

## Statistiche

### Presenze e reti nei club
Statistiche aggiornate all'11 novembre 2024.
| Stagione        | Squadra            | Campionato      | Campionato | Campionato | Coppe nazionali | Coppe nazionali | Coppe nazionali | Coppe continentali | Coppe continentali | Coppe continentali | Altre coppe | Altre coppe | Altre coppe | Totale | Totale | Totale |
| Stagione        | Squadra            | Comp            | Pres       | Reti       | Comp            | Pres            | Reti            | Comp               | Pres               | Reti               | Comp        | Pres        | Reti        | Pres   | Reti   |        |
| --------------- | ------------------ | --------------- | ---------- | ---------- | --------------- | --------------- | --------------- | ------------------ | ------------------ | ------------------ | ----------- | ----------- | ----------- | ------ | ------ | ------ |
| 2021            | El Paso Locomotive | USL             | 3          | 0          | -               | -               | -               | -                  | -                  | -                  | -           | -           | -           | 3      | 0      |        |
| 2022            | Houston Dynamo 2   | MNP             | 17         | 1          | -               | -               | -               | -                  | -                  | -                  | -           | -           | -           | 17     | 1      |        |
| 2023            | Houston Dynamo 2   | MNP             | 13         | 0          | -               | -               | -               | -                  | -                  | -                  | -           | -           | -           | 13     | 0      |        |
| 2024            | Houston Dynamo 2   | MNP             | 7          | 0          | -               | -               | -               | -                  | -                  | -                  | -           | -           | -           | 7      | 0      |        |
| 2022            | Houston Dynamo     | MLS             | 1          | 0          | USCup           | 3               | 0               | -                  | -                  | -                  | -           | -           | -           | 4      | 0      |        |
| 2023            | Houston Dynamo     | MLS             | 7          | 0          | USCup           | 3               | 1               | -                  | -                  | -                  | LC          | 0           | 0           | 10     | 1      |        |
| 2024            | Houston Dynamo     | MLS             | 17         | 0          | USCup           | 0               | 0               | CCC                | 2                  | 0                  | LC          | 1           | 0           | 20     | 0      |        |
| Totale carriera | Totale carriera    | Totale carriera | 65         | 1          |                 | 6               | 1               |                    | 2                  | 0                  |             | 1           | 0           | 74     | 2      |        |

## Palmarès

### Club

#### Competizioni nazionali
- Lamar Hunt U.S. Open Cup: 1

Houston Dynamo: 2023